# مقاطعة جورج (ميسيسيبي)
مقاطعة جورج هي مقاطعة في مسيسيبي، بلغ عدد سكانها 22٬578  نسمة، في 2010، عاصمتها لوسيديل، تبلغ مساحتها 1٬253 كيلومتر مربع.

## الموقع
تشترك في الحدود مع:
- مقاطعة غرين (ميسيسيبي)
- مقاطعة جاكسون.

## التقسيمات الإدارية
- لوسيديل.